# محمد سمير (لاعب كرة قدم)
محمد سمير (5 أبريل 1991 بسريلانكا - ) هو لاعب كرة قدم سريلانكي في مركز الدفاع. شارك مع منتخب سريلانكا لكرة القدم. أما مع النوادي، فقد لعب مع Renown SC ‏.

## وصلات خارجية
- محمد سمير على موقع قاعدة بيانات كرة القدم.إي يو (الإنجليزية)
- محمد سمير على موقع ناشيونال فوتبول تيمز (الإنجليزية)